# 印度中心主义
印度中心主义是一种民族中心主义观点，其将印度视作南亚乃至世界的中心，认为印度周边国家文化都来自印度，印度文化优越于其它国家文化。

## 观点概括
印度学家迈克尔·维策尔 (Michael Witzel)认为近来，学术出版物、媒体、互联网和政府出版物中出现了一种本土化的历史修正主义和重写印度历史和考古学的趋势。这种以印度为中心的重写包括声称世界上第一个人类文明于公元前 10,000 年左右在印度形成，印度文明从公元前 7500 年到现在一直延续，以及说印欧语的欧洲是由来自印度-恒河平原的移民居住的。
根据科学史学家米拉·南达(Meera Nanda)的说法，印度中心主义是印度科学史学中的一个概念，类似于欧洲中心主义，它主张印度是重大科学贡献的起源。它通常假设，如果一个想法同时出现在印度和其他地方，那么它一定起源于印度。这种方法阻碍了人们认识到来自其他地区的潜在影响，例如中国数字在东南亚的传播，挑战了印度是数学创新唯一来源的传统叙述。
数学中关于斐波那契数列和“黄金比例”的许多印度中心论断都过于简化了该学科的历史背景。如今，大量文章和社交媒体帖子将斐波那契数列和黄金比例与印度文化联系起来。这些印度中心论断往往夸大其词，往往忽视了数学领域应得赞誉的原创者。
孟加拉人类学家赛义德·费尔杜斯认为，印巴分治研究在探索 1947 年印巴分治对人们生活和集体意识的多方面影响方面取得了重大进展。然而，该领域表现出一种印度中心主义倾向，即印度经历主导叙事，掩盖了其他观点。印巴分治后怀旧情绪的民族化重塑了民族主义背景下的身份认同，使印度成为地区超级大国。印巴分治研究以“印度中心主义”方法为主，往往忽视了印度以外的观点。为了获得更全面的理解，考虑印度、孟加拉国和巴基斯坦之间更广泛的地区影响和关系至关重要。

## 其他国家的反应

### 斯里兰卡
斯里兰卡早期历史的大部分内容被描述为带有印度中心主义偏见。这种理解斯里兰卡历史的印度中心主义偏见导致斯里兰卡历史学家摆脱斯里兰卡历史的印度中心主义偏见，转而关注斯里兰卡与东南亚的历史和文化联系，该国与东南亚有着密切的联系。打破斯里兰卡历史印度中心主义观点的最著名历史学家之一是Senarath Paranavithana ，他关注斯里兰卡与马来半岛和马来群岛其他地区的联系。他创立了“马来亚理论”，声称斯里兰卡与羯陵伽的历史是与印度尼西亚中爪哇的羯陵伽王国有关，而不是与印度东部的羯陵伽王国有关。

### 中国
中国对“印度中心主义”持保留和警惕态度，尤其在边界争端和战略联盟方面。中国承认印度在南亚的影响力，但并未视其为同级全球对手。中国主要关注印度与美国的合作，将其视作可能的区域性遏制举措，尤其是印太地区的“东向行动”政策。在边界问题上，中国倾向于通过对话将其与更广泛的双边关系分离，以保持局势稳定，避免军事冲突。同时，中国更重视经济合作以利双边关系发展。